# Selen tetraazid
Selen tetraazid je neorgansko hemijsko jedinjenje sa formulom Se(N
3)
4. To je veoma osetljiv eksploziv i pripremljen je direktno od selen tetrafluorida i trimetilsilil azida.

## Svojstva
Selen tetraazid je žuta čvrsta supstanca koja se često taloži zbog svoje niske rastvorljivosti. Jedinjenje je veoma podložno sagorevanju čak i na niskim temperaturama, a utvrđeno je da stabilno postoji samo na −50 °C (−58 °F; 223 K). 